# Северный Тироль

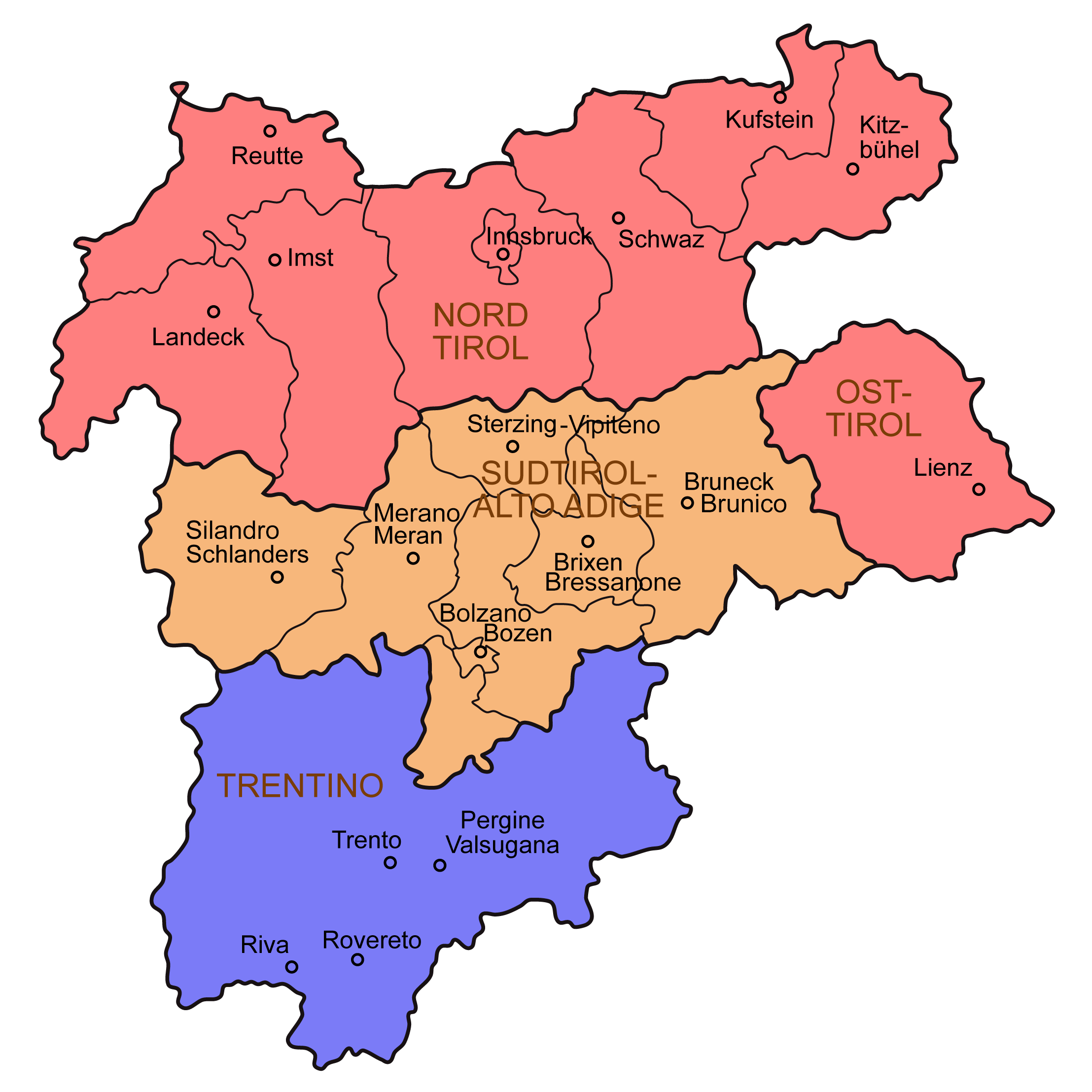
Карта Тироля до 1-й мировой войны

Северный Тироль (нем. Nordtirol) — основная часть австрийской земли Тироль, расположена в западной части страны. Другая часть, Восточный Тироль, также принадлежит Австрии, но не имеет общих границ с Северным Тиролем.
Помимо этих двух областей, исторический регион Тироль веками включал в свой состав регионы, сейчас известные как Больцано и Тренто, которые были аннексированы Италией после 1-й мировой войны. Таким образом Северный и Восточный Тироли были фактически отрезаны друг от друга.
Северный Тироль граничит с Зальцбургом на востоке, немецкой землёй Бавария на севере, Форарльбергом на западе, швейцарским кантоном Граубюнден на юго-западе и итальянской провинцией Больцано на юге. Столица Северного Тироля — город Инсбрук.